# 巴克提亚·拉纳
巴克提亚·拉纳（1910年11月3日:786—1999年2月10日）巴基斯坦军队的高级军官，在1965年印巴战争期间指挥巴基斯坦陆军第1军团而闻名。:152

## 传记
拉纳1910年11月3日出生于英属印度旁遮普霍斯希亚尔普尔的一个拉杰普特穆斯林家庭。他的父亲拉纳·塔利亚·穆罕默德·汗是旁遮普地区第一个穆斯林警察总监，拉纳在福尔曼基督教学院完成学业后加入英属印度陆军，参加了二战中的地中海战役和北非战役。他在印巴分治后成为巴基斯坦公民。
他指挥了巴基斯坦陆军的一个突击队，于1958年至1966年担任巴基斯坦陆军I军的指挥官。1953-1955年，他在开伯尔-普赫图赫瓦省任监察主任。他是第二次印巴战争期间巴基斯坦陆军仅有的两位中将之一。

## 家庭
拉纳有两个儿子和一个女儿。他的两个儿子加祖丁·拉纳(Ghaziuddin Rana)和沙拉胡丁·拉纳(Salahuddin Rana)都加入了巴基斯坦军队，分别晋升为少将和准将，他的小儿子加兹丁·拉纳(Ghazi-ud-din Rana)少将也担任了巴基斯坦陆军指挥官。
1999年2月10日，拉纳在拉合尔去世。